# Blomtorpet Hara
Blomtorpet Hara este o arie protejată (arie specială de conservare — SAC, sit de importanță comunitară — SCI) din Suedia întinsă pe o suprafață de 2 ha, integral pe uscat.

## Localizare
Centrul sitului Blomtorpet Hara este situat la coordonatele 63°03′17″N 14°26′56″E / 63.0546°N 14.4488°E.

## Înființare
Situl Blomtorpet Hara a fost declarat sit de importanță comunitară în mai 2006 pentru a proteja 1 specie de animale. Situl a fost protejat și ca arie specială de conservare în ianuarie 2014.

## Biodiversitate
Situată în ecoregiunea boreală, aria protejată conține 1 habitat natural: Fânețe montane.
La baza desemnării sitului se află o specie protejată de  nevertebrate: Lycaena helle.